# Joseph Anton Steiner
Joseph Anton Steiner (* 3. März 1728 in Rettenberg; † 28. Februar 1801 in Augsburg) war ein deutscher katholischer Theologe.

## Leben
Nach beendetem Gymnasialunterricht trat Steiner in Ottobeuren in den Benediktinerorden ein. Er verließ diesen jedoch als Novize, um Diözesanpriester zu werden, und ließ sich in Dillingen unter die bischöflichen Alumnen aufnehmen. 1751 empfing er die Priesterweihe, promovierte zur gleichen Zeit zum Doktor der Theologie und wurde im Priesterseminar in Pfaffenhausen Repetent, später stellvertretender Leiter. 1757 übernahm er ein Pfarramt in Hasberg, wurde 1759 Geistlicher Rat und 1762 Leiter des Seminars in Pfaffenhausen. 1773 ging er als Konsistorialrat nach Augsburg, wurde zwei Jahre später Pönitentiar sowie Generalvisitator der Bischöflichen Augsburgischen Diözese und 1781 Kanoniker an der St. Moritzkirche, was er bis zu seinem Lebensende blieb.

## Wirken
Steiner war durch seine fortgesetzte Lektüre der vorzüglichsten philosophischen und theologischen Werke zu einer gründlichen und umfassenden Bildung gelangt. Eifrig, jedoch mit ruhiger Besonnenheit verbunden, zeigte er sich in der Verwaltung seiner Berufsgeschäfte. Dringend empfahl er den seiner Aufsicht übergebenen Geistlichen ein fleißiges Studieren, einen streng sittlichen Lebenswandel und genaue Beobachtung der Synodalstatuten. In seinen religiösen Ansichten war er tolerant gegen Andersdenkende, was er auch besonders in seinem Amt als Bücherzensor bewies. Seine lateinische Geschichte der Augsburgischen Seminare und öffentlichen Schulen ist nicht mehr gedruckt worden.

## Werke
- Synodi Dioecesis Augustanae, quotquot invenire potuerunt, collectae, ac notis historicis, criticis et liturgicis illustrati. Mindelheim 1766
- Acta selecta Ecclesiae Augustanae. Accedit Synopsis Episcopalium Decretorum per eandem ecclesiam a tempore Concilii Tridentini usque in praesetem an num promulgatorum. Quoram notitia cum historiae ecclesiasticae cultoribus, turn maxime Augustanae dioecesis sacerdotibus perutilis. Augsburg 1785
- Johann de S. Joanne Geschichte der Seminarien; aus dem Italiänischen übersetzt, mit Anmerkungen. Augsburg 1787